# Чохели, Гюлли Николаевна
Гюлли́ (Гиули́) Никола́евна Чохе́ли (12 февраля 1935, Тбилиси, Грузинская ССР) — советская и грузинская эстрадная певица, первая певица джаза в Советском Союзе, актриса, кинорежиссёр, художник, писатель, сценарист, правозащитница и общественный деятель Грузии. Заслуженная артистка Грузинской ССР (1967). Лауреат художественной премии (2015) и почётный гражданин Тбилиси (2018).

## Биография
Гюли (Гиули) Николаевна Чохели (Оникадзе, გიული ჩოხელი) родилась 12 февраля 1935 года в Тбилиси.
Петь начала в школьные годы, занимаясь в музыкальной школе при Тбилисской консерватории. Пела всё, что слышала вокруг себя — грузинские романсы под гитару, городской песенный фольклор, песни советских композиторов, танцевальные мелодии с пластинок. По радио услышала поразившие её остротой синкоп и необычными оборотами мелодий блюзы в исполнении знаменитого джаз-оркестра Каунта Бэйси, пение Эллы Фитцджеральд. От восхищения какой-либо музыкой - один шаг до попытки самому сыграть или спеть. И Гюлли подбирает непривычно звучащие гармонии джазовых пьес, поёт, аккомпанируя себе на гитаре.
В 1952 году окончила музыкальную школу-десятилетку при Тбилисской консерватории. С того же года на профессиональной эстраде — участница вокально-инструментального трио Тбилисской филармонии.
В 1953 году Гюлли начала работу в профессиональном вокально-инструментальном трио филармонии. В репертуаре ансамбля были народные романсы, эстрадные мелодии Милоравы и Цабадзе.
С 1955 года солистка Государственного эстрадного оркестра Грузинской ССР.
31 декабря 1956 года Чохели впервые выступила в новогодней программе Всесоюзного телевидения и её имя стало известным миллионам телезрителей.
В 1959—1960 — солистка Эстрадного оркестра под управлением О. Л. Лундстрема. Её программы этих лет обычно имеют подзаголовок «Песни народов мира». Песни русские, грузинские, итальянские, кубинские, югославские, греческие; молодёжные песни протеста, песни, связанные с движением борцов за мир, и простые танцевальные мелодии любовно-лирического содержания. Для Чохели этот период оказался временем многочисленных экспериментов. Именно тогда произошла её первая встреча с творчеством М.Таривердиева, в дальнейшем весьма плодотворная: в сопровождении джазового трио Б.Рычкова Чохели записывает песню-речитатив «У тебя такие глаза», а через несколько лет она становится первым исполнителем «Музыки» - песни, посвященной памяти Шопена. Музыкальный язык Таривердиева, с его любовью к барочным и романтическим реминисценциям, оказывается очень близким певице. Другим открытием Чохели становятся песни М.Кажлаева на стихи Р.Гамзатова.
С 1961 года выступает с сольными концертами в сопровождении инструментального ансамбля «Весёлые тромбоны» и джаза «Чанги». В разное время работала также в гастрольных программах биг-бэнда под управлением Э. И. Рознера. Одна из ведущих советских джазовых певиц.
В её репертуаре песни народов мира, много песен советских композиторов:
- «Тбилисо» Реваза Лагидзе
- «Музыка» Микаэла Таривердиева
- «Жёлтые листья» Мурада Кажлаева

Выступает с тематическими программами («С песней по земному шару» и др.).
Лауреат международных фестивалей джазовой музыки в Таллине, Москве, Праге (все в 1967), эстрадной песни в Сопоте (1967 1-я премия) за исполнение песни Е.Базовского «СОС».
В 1968 году Чохели с чехословацким оркестром Густава Брома поёт в международной программе «Злота котва», через год следует второй визит Чохели в Брно и Прагу, в 1971 - третий. На этот раз Гюлли записывает на фирме «Супрафон» долгоиграющую пластинку и снимается в посвященном ей телефильме.
Вскоре Чохели записывает свой первый "гигант" на фирме «Мелодия». В качестве дирижёра она приглашает своего старого друга, композитора Ю. Саульского.
Весной 1978 года она выступила на Всесоюзном джаз-фестивале в Тбилиси, пела в сопровождении таллинского оркестра под управлением X. Анико. И вновь продемонстрировала высокий профессионализм, безупречное чувство ритма, стремительность фразировки.
Много путешествовала с инструментальными ансамблями, выступая на прославленных сценах мира, в театрах и на съёмочных площадках (ансамбли Георгия Габескирии, Эдди Рознера, Олега Лундстрема, ансамблем «Мелодия» п/у Георгия Гараняна, Мишеля Леграна, Джеймса Ласта, Густава Брома), с эстрадным оркестром Владимира Терлецкого, эстрадным оркестром Юрия Саульского.
Гастролирует за рубежом. В 1980 году выпущен телефильм «Поёт Гюлли Чохели» (Грузия).
В 1983 году исполнила главную роль - певицу Нино Мтиули - в музыкальной драме «Желтая птица» режиссёра Амирана Дарсавелидзе. По сюжету её героиня потеряла веру в себя - нет былой популярности у публики, неудачно сложилась личная жизнь. Однако героиня фильма постепенно обретает уверенность и выходит из творческого кризиса.
В январе 2000 года Гиули Чохели участвует в концерте, посвященном 3-летию журнала «Большой Вашингтон» в Балтиморе. Кинорежиссёр Константин Кереселидзе дарит легендарной джазовой певице микрофон известного радиокомментатора джазовой музыки Голоса Америки Виллиса Кановера в знак признания её выдающихся заслуг в области джаза.
28 марта 2015 года в Тбилисском концертном зале состоялась юбилейная вечеринка Гюлли Чохели, и была названа звезда в её честь. В тот же день министр культуры и охраны памятников Грузии Михаил Гиоргадзе наградил Гюлли Чохели специальной премией Министерства искусств за выдающийся вклад в искусство.
7 октября 2018 года в День концерта в Тбилиси состоялся гала-концерт, посвященный почетным гражданам Тбилиси, где мэр Тбилиси Кахи Каладзе вместе с 15 знаменитостями наградил Гюлли Чохели званием почетного гражданина Тбилиси.
В 2019 году на церемонии вручения награды «Успешные люди Грузии» она была признана «Персоной века».
6 августа 2022 года в гостях у Гюлли Чохели был российский артист эстрады, певец, актёр, теле-и радиоведущий Олег Фриш.
Принимала участие в передачах Грузинского ТВ.
Чохели - певица прежде всего драматичная. И, хотя она поет песни в самых разных жанрах, наиболее близки ей те произведения, в которых есть щемящая боль, романтическая приподнятость, мечты о прекрасном, песни, в которых много динамики, страсти. Не всегда попадались певице такие именно песни, но если уж так случалось, то это поистине счастливое совпадение с тем, что как будто бы уже заранее заложено в артистке. И тогда происходило чудо рождения большого искусства.
Чохели всюду приходилось быть первой, экспериментировать, пробовать. Так, она занимается разработкой советского джазового репертуара, манеры джазового исполнительства. Певицу можно назвать первопроходцем в области экспрессивно-драматической, интеллектуально-философской песенной эстрады.
Увлекается созданием картин из различных декоративных материалов. Постоянно организует выставки, культурные акции, концерты и прослушивания для коллег артистов, активно участвует в общественой и культурной жизни Грузии. Является бессменным энтузиастом и защитником памятников Грузинской национальной культуры, её древних храмов, разнообразного художественного и музыкального наследия.
Гюли Чохели - сценарист и режиссёр документальных и художественных фильмов об истории и культурной жизни Грузии. Автор многих научно-популярных книг и эссе.
Гюлли Чохели живёт в Тбилиси.

## Семья
Мать — Елена Алексеевна Чохели (5 марта 1914 – 9 ноября 1998), народная артистка Грузинской ССР, выдающаяся актриса театра и кино, ведущая актриса Тбилисского театра музыки и драмы имени Васо Абашидзе.
Муж — Борис Николаевич Рычков (1937—2002), советский и российский композитор, джазовый пианист.
- Дочь — Динара Борисовна Рычкова (17 января 1961, Тбилиси — 12 мая 2014, Москва), певица и композитор, педагог по вокалу. Окончила Центральную музыкальную школу (ЦМШ) при Тбилисской консерватории и фортепианное отделение Тбилисской государственной консерватории имени Вано Сараджишвили. Похоронена на Перепечинское кладбище (Московская область).
  - Внук — Георгий.